# Dammartin-sur-Tigeaux
Dammartin-sur-Tigeaux is een gemeente in het Franse departement Seine-et-Marne (regio Île-de-France) en telt 813 inwoners (2005). De plaats maakt deel uit van het arrondissement Provins.

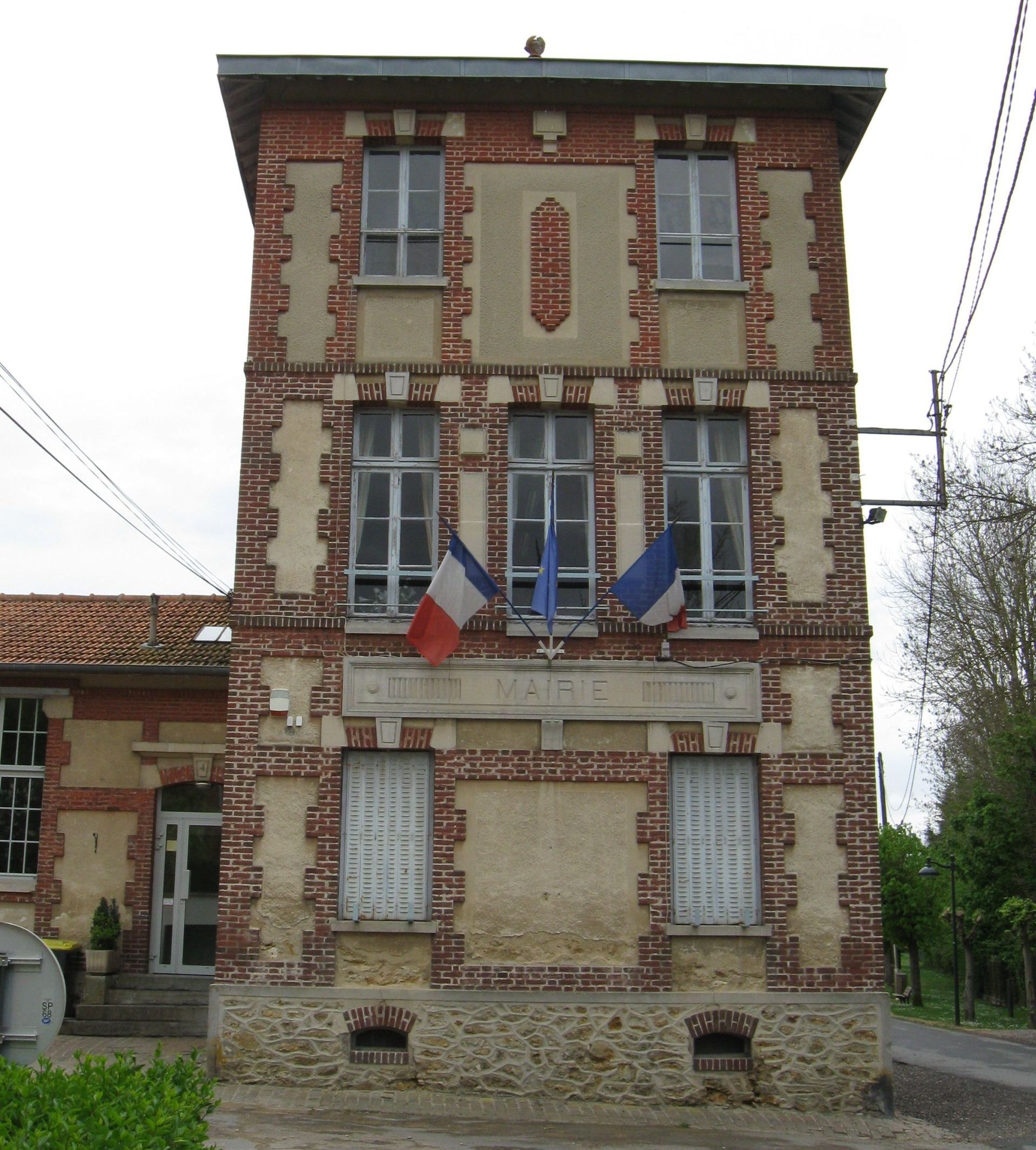
Gemeentehuis
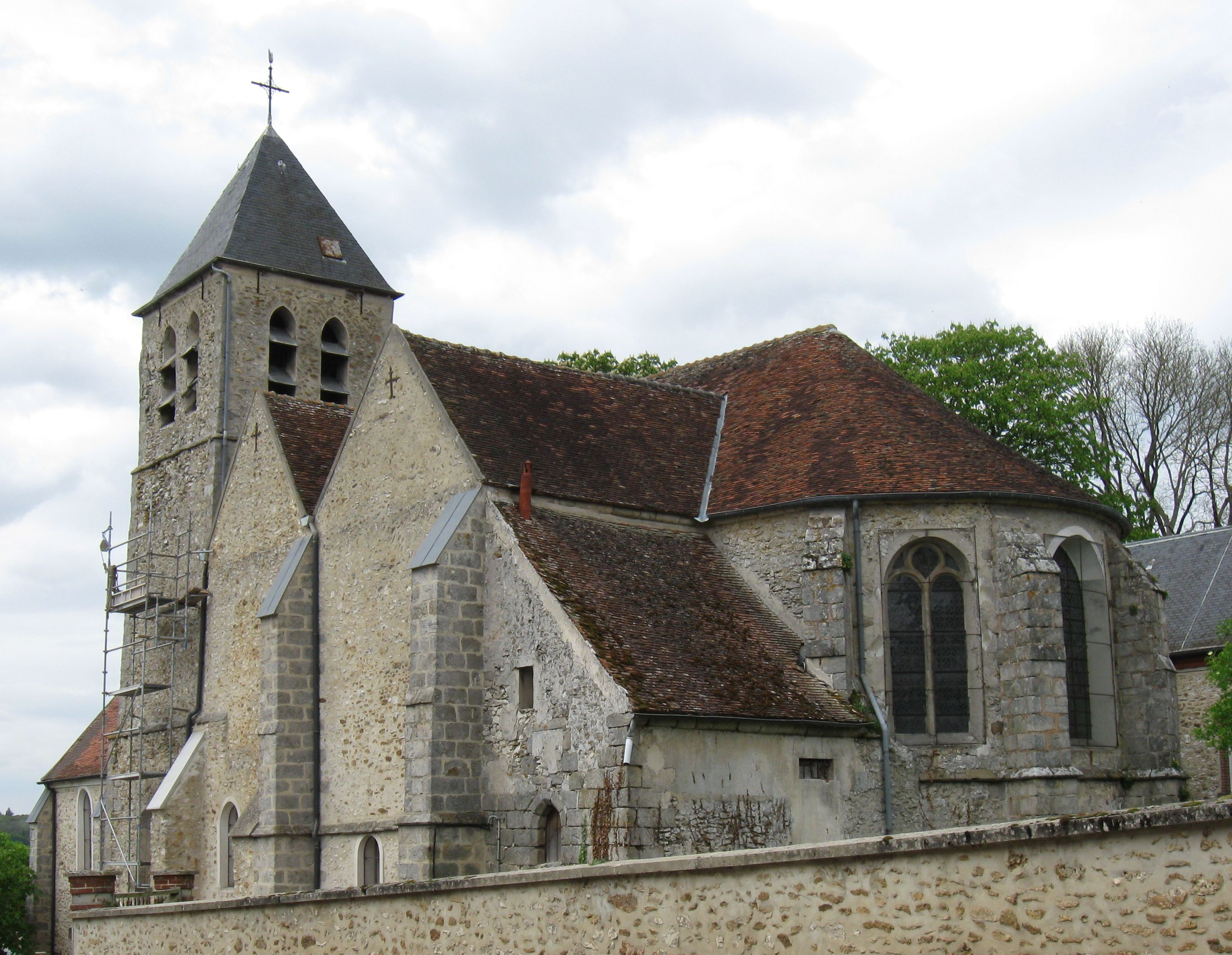
Kerk van Dammartin-sur-Tigeaux

## Geografie
De oppervlakte van Dammartin-sur-Tigeaux bedraagt 9,0 km², de bevolkingsdichtheid is 90,3 inwoners per km².
De onderstaande kaart toont de ligging van Dammartin-sur-Tigeaux met de belangrijkste infrastructuur en aangrenzende gemeenten.

## Demografie
Onderstaande figuur toont het verloop van het inwonertal (bron: INSEE-tellingen).